# Колёсная пара

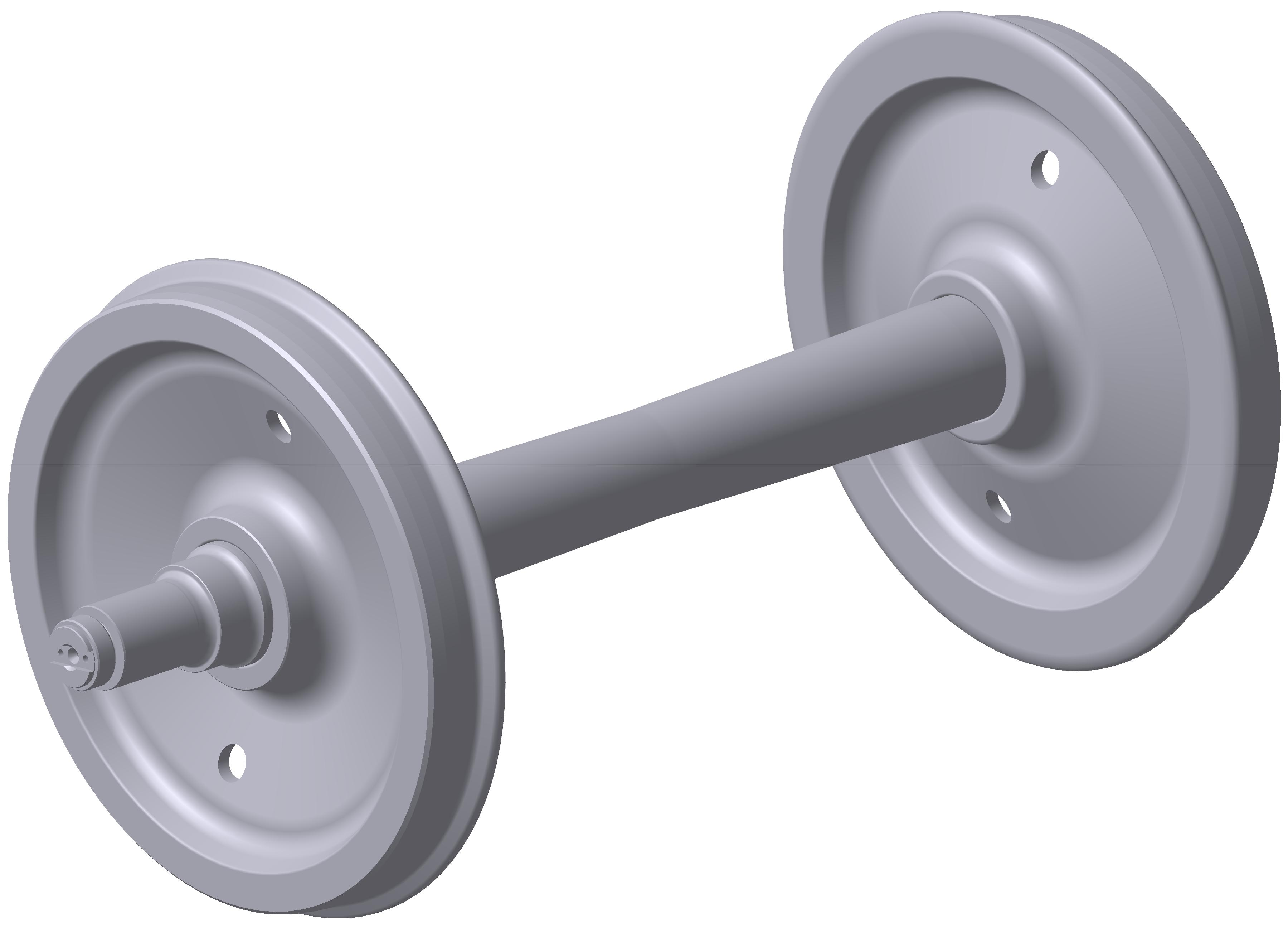
Стандартная вагонная колёсная пара

Колёсная пара — элемент ходовой части рельсовых транспортных средств, представляющий собой пару колёс, жёстко посаженных на ось и всегда вращающихся вместе с осью как единое целое.  Такая конструкция фактически из одной детали отличается высокой надёжностью. Пробег колёсных пар локомотивов с колёсами бандажного типа может достигать нескольких сотен тысяч км при нагрузке 20-25 тс (затем потребуется сменить бандажи).

## Общее описание
Вписывание в кривые больших радиусов (порядка 500 м и более) осуществляется за счёт разности диаметров колёс по окружностям катания, возникающей при смещении колёсной пары поперёк пути. Эта разность обусловлена тем, что поверхность катания колёс (профиль колеса) — не цилиндрическая, а коническая: радиус обода колеса с внешней стороны меньше, чем с внутренней, что, учитывая профиль головки рельса, позволяет колёсной паре сдвигаться от центра рельсового пути наружу поворота, тем самым переходя на разные радиусы круга катания для правого и левого колёс. Движение колёсной пары по дуге малого радиуса (например, на стрелочных переводах) обеспечивается наличием гребней (реборд) на колёсах. Колёсная пара при этом направляется силами, возникающими в результате контакта внутренней боковой поверхности рельса и гребнем наружного колеса. При движении по прямой гребни колёс несут скорее страховочную функцию, чем функцию поддержания стабильного прямолинейного движения.
Силы, действующие в контакте колеса и рельса и направляющие движение подвижного состава, называются силами крипа (от англ. creep — ползти). Они обусловлены тем, что материалы колеса и рельса не абсолютно твёрдые. В контакте наблюдаются микродеформации рельса и колеса, это определяет постепенное нарастание силы крипа с ростом относительного проскальзывания колеса по рельсу.
В случае, если на рельсовом транспортном средстве применена система из пары колёс на одной оси, способных вращаться с разными угловыми скоростями, то это колёсной парой не является. Подобная система не обеспечивает стабилизацию, но может применяться на относительно тихоходных рельсовых транспортных средствах.

## Конструкция

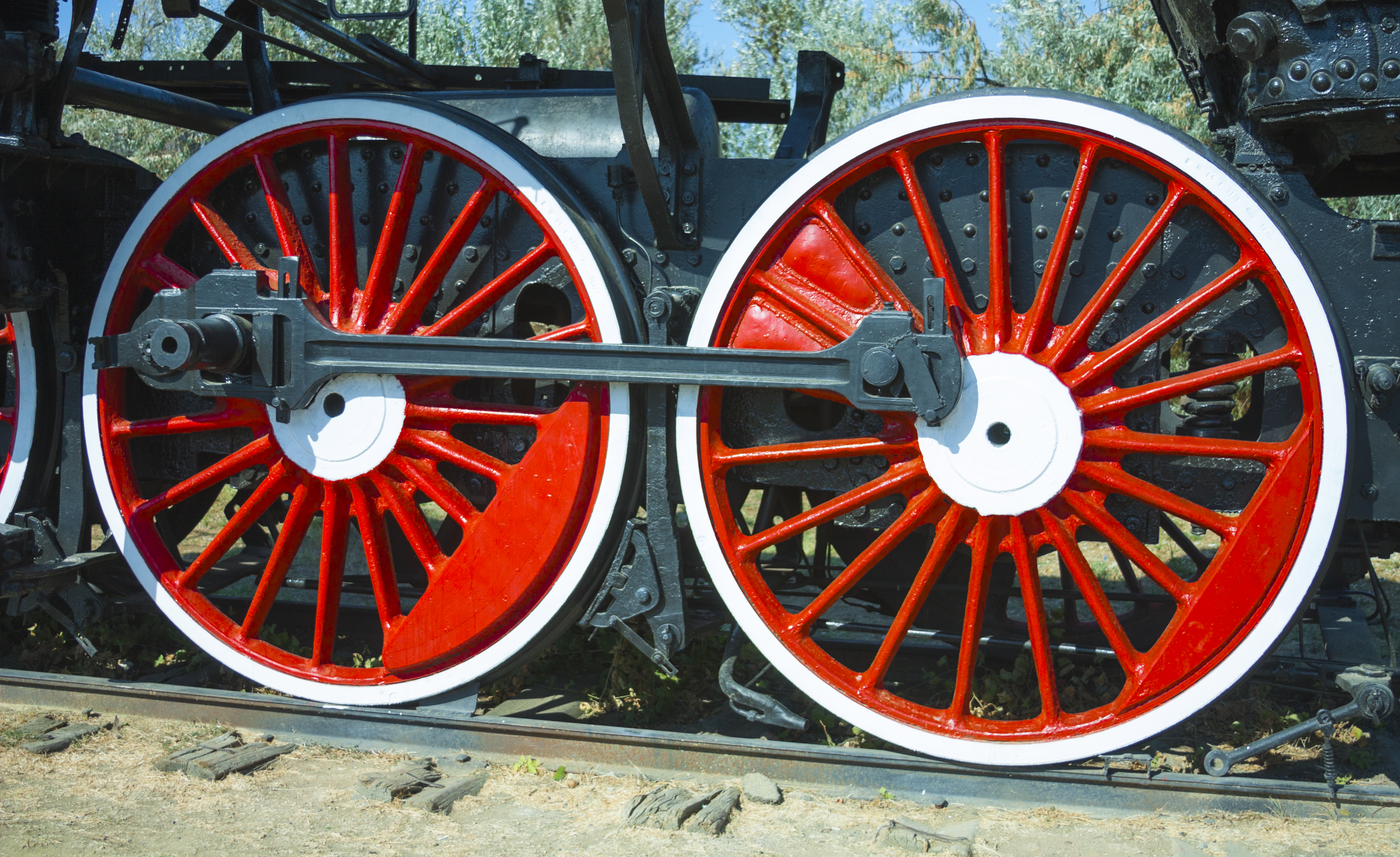
Колёсные пары в экипаже паровоза

Любая колёсная пара как сборочная единица теоретически состоит как минимум из трёх деталей: двух колёс и оси. Фактическое реальное исполнение обычно предполагает сложносоставное колесо, имеющее как минимум бандаж.  Другой конструктивной особенностью колёсной пары является то, что она зачастую соединяется с тележкой рельсового подвижного состава через наружные буксы, так как только при такой схеме контроль износа подшипников и их замена относительно просты и доступны.
Для поддержания профиля железнодорожных колёс, обеспечивающих нормальное движение, применяется обточка колёс, а в случае бандажных колёс — и смена бандажей 
Основной геометрический параметр колёсной пары — это расстояние между внутренними гранями колёс колёсной пары. Для российских дорог это расстояние равно 1440 мм с допусками ±3 мм (для колеи шириной 1520 и 1524 мм) и 990 мм с допусками ±3 мм (для колеи шириной 1067 мм).
Ввиду высоких требований по прочности и надёжности, предъявляемых к колёсным парам, разработаны и существуют правила формирования и ремонта колёсных пар, строго нормирующие весь технологический процесс: токарную и фрезерную обработку заготовок (в частности, даже радиусы галтелей, класс чистоты обработанной поверхности), температурные режимы при формировании колёсных пар, допуски, посадки и т. д.

### Вагонная колёсная пара

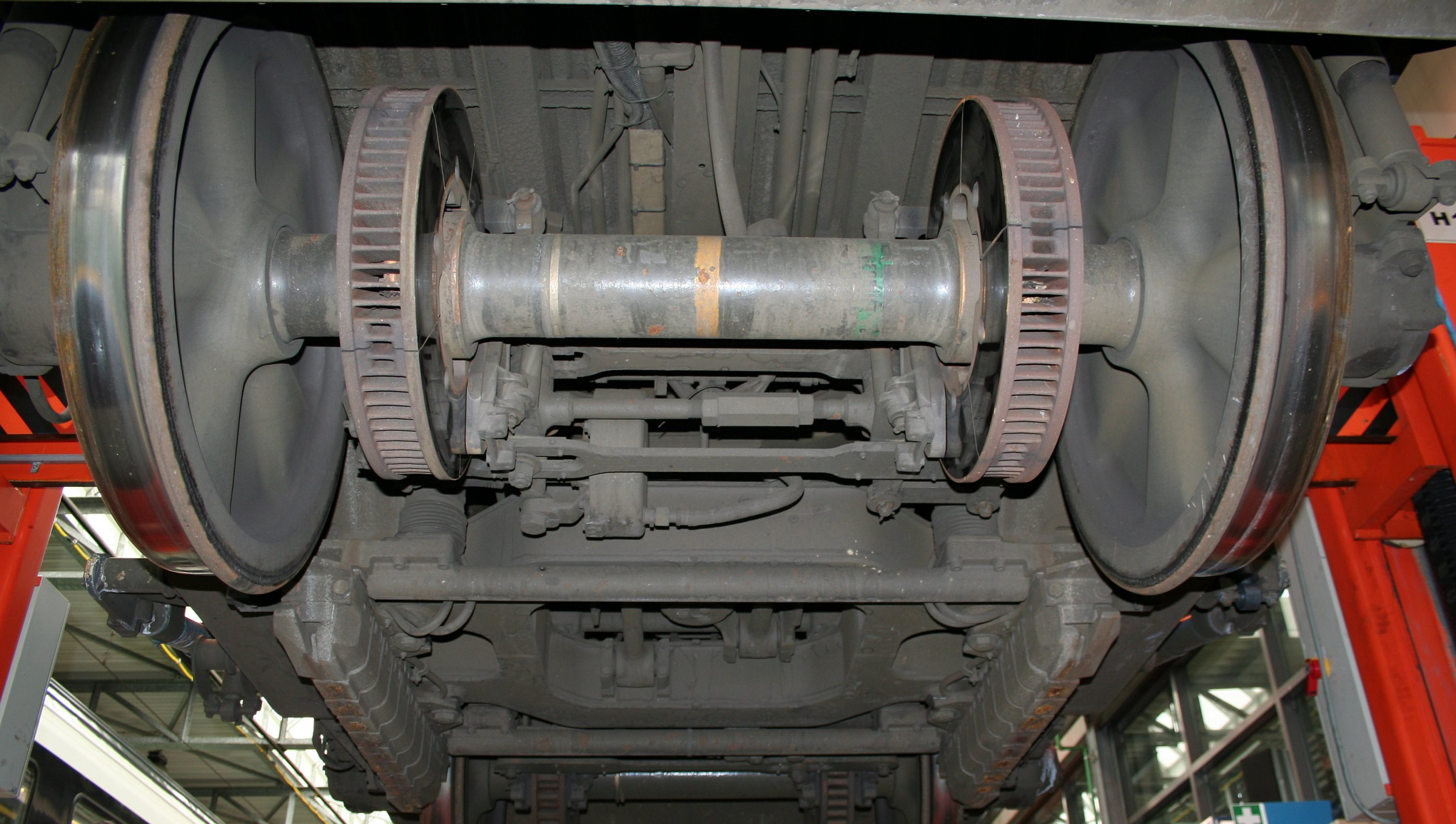
Колёсная пара с двумя тормозными дисками, напрессованными на ось

Колёсная пара вагонной тележки воспринимает нагрузку от вагона и служит для направления движения вагона по рельсам. Колёсная пара состоит из цельнокатаных колёс, напрессованных на ось. На наружные концы оси через буксы и рессоры опирается рама тележки.
Цельнокатаное вагонное колесо состоит из ступицы, диска и обода. У обода, обращённого внутрь колеи, имеется выступ, называемый гребнем или ребо́рдой. Гребень предохраняет колёсную пару от выхода из пределов колеи.
Некоторые типы вагонов используют дисковые тормоза + магниторельсовый тормоз. Колёсные пары таких вагонов оборудованы тормозными дисками. На ось между колёсами напрессовываются два (четыре поверхности трения) или три (шесть поверхностей трения) тормозных диска.
В 1868-1878 годах в российском вагоностроении существовали определённые проблемы с обеспечением качественными материалами. В связи с этим появились вагонные колёсные пары, имевшие деревянные сплошные центры системы Манзеля и стальные бандажи. При условии добросовестного изготовления из качественного твёрдого дерева (дуб, тик) и после проварки в масле колёсные пары с центрами системы Манзеля служили долго, имели мягкий бесшумный ход, меньший износ бандажей. В этот период все вагоностроительные заводы в Москве выпускали товарные вагоны с колёсами системы Манзеля, также часть пассажирских вагонов имела такие колёсные пары. Впоследствии эти колёса были переформированы и получили железные и чугунные центры.

### Локомотивная колёсная пара

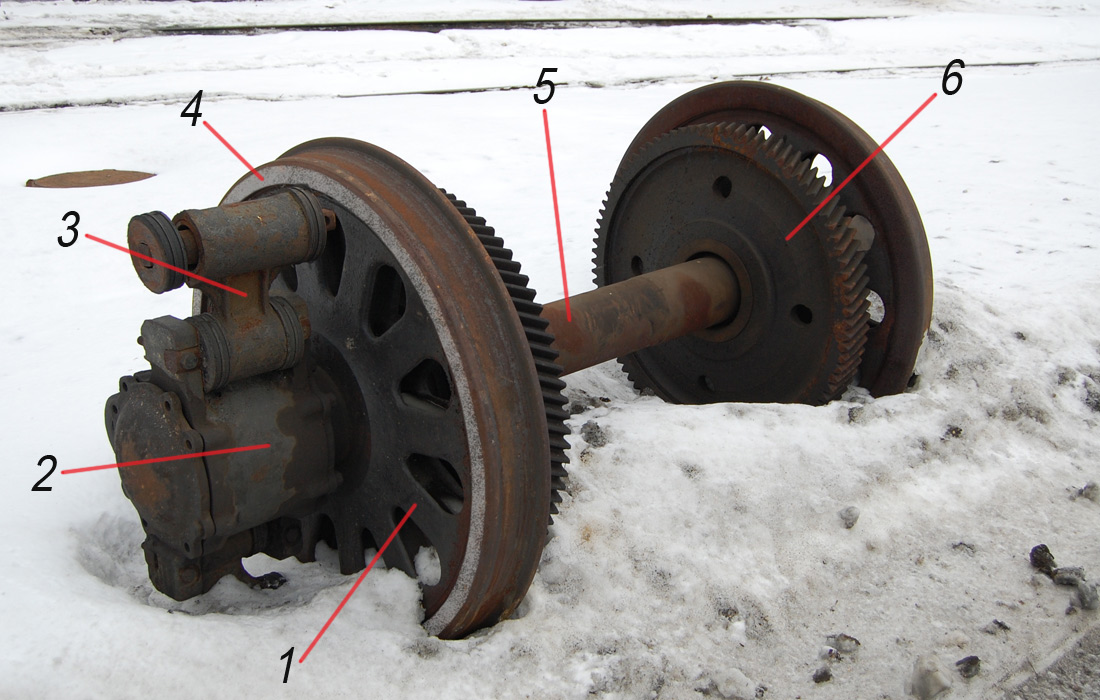
Колёсная пара электровоза ВЛ10:
1 — колёсный центр;
2 — букса;
3 — поводок;
4 — бандаж;
5 — ось;
6 — ведомое колесо редуктора

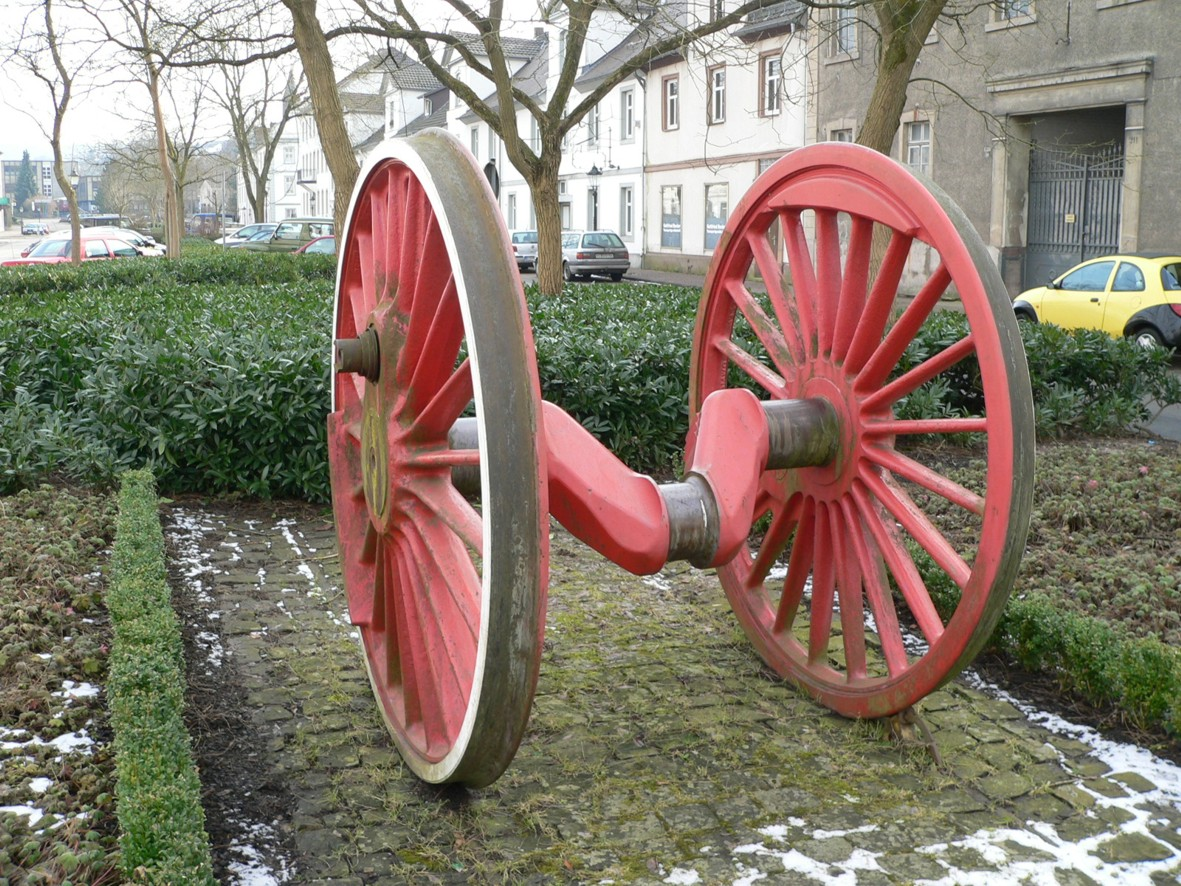
Колёсная пара паровоза с коленчатой осью

Локомотивная колёсная пара, кроме функций, выполняемых колёсной парой вагона, должна обеспечивать реализацию силы тяги локомотива. Для этого колёсная пара локомотивов (кроме паровоза) имеет зубчатое колесо, через которое передаётся крутящий момент от тягового электродвигателя или гидропередачи. На паровозах с внешней стороны колесной пары выполнялись кривошипные буксы, с помощью которых ведущие колесные пары соединялись между собой и с крейцкопфами цилиндров паровой машины специальными тягами. Встречались паровозы и с коленчатой осью колесной пары. Такая схема применялась в случае одноцилиндровой (на узкоколейных паровозах) и трёхцилиндровой паровой машины.
Колёсные пары локомотивов, как правило, выполняются с бандажом. При износе профиля колеса по кругу катания и по выкружке гребня производится обточка колеса в большинстве случаев на специальном токарном или токарно-фрезерном станке без снятия колёсной пары с локомотива. Рельсы под колёсной парой опускаются, а в смотровой яме находится специальный токарный станок. Колёсная пара получает вращение от тягового электродвигателя тепловоза или электровоза. После проведения нескольких обточек (от 3 до 5) бандаж колеса достигает минимальной величины, нормируемой по условиям прочности. Бандаж срезается и заменяется новым. Тем самым продлевается срок службы колёсной пары.

### Колёсная пара моторвагонного подвижного состава
На моторвагонном подвижном составе (электросекции, электропоезда, дизель-поезда, автомотрисы) колёсные пары прицепных вагонов имеют необмоторенные оси — по конструкции они аналогичны вагонной колёсной паре; обмоторенные оси имеют колёсные пары, аналогичные по конструкции локомотивным.
Некоторые типы вагонов используют дисковые тормоза. Колёсные пары таких вагонов оборудованы тормозными дисками. У обмоторенных колёсных пар тормозные диски не напрессовываются на ось между колёсами (поскольку место между колёсами, как правило, занимает двигатель или другие части ходовой системы), диски прикрепляются болтами на колёса со внешней и внутренней сторон (таким образом получается четыре тормозные поверхности). У необмоторенных пар тормозные диски напрессовываются на ось, как на колёсных парах несамоходных вагонов.

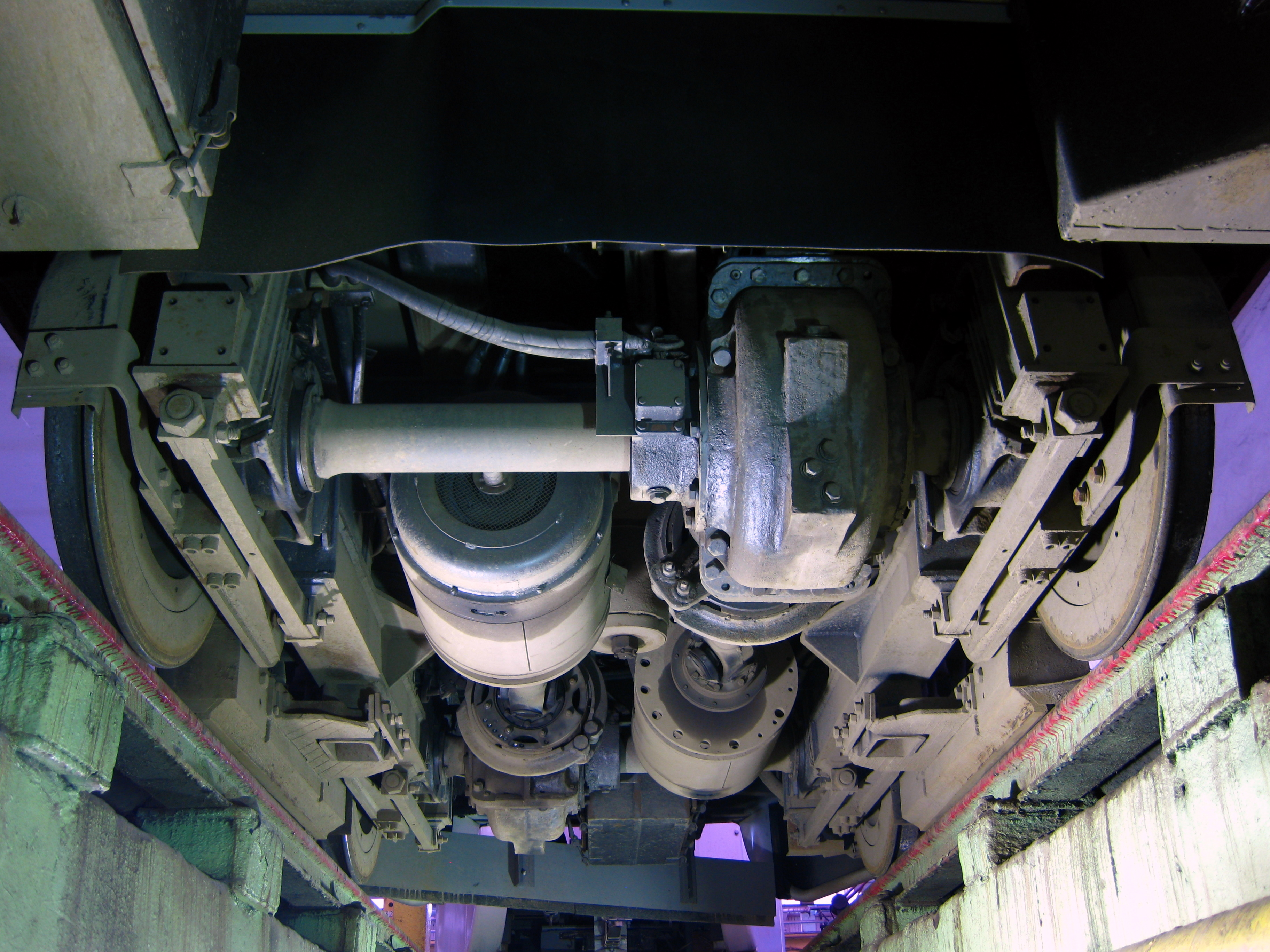
Трамвайная колёсная пара тележки 608АМ.09.00.000
вагона 71-619А-01

### Колёсная параспециального самоходного подвижного состава
Различают ведущие и бегунковые колёсные пары. Ведущие по конструкции подобны локомотивным, бегунковые — вагонным. Отличаются от них размерами и конструкцией осевых редукторов.

### Колёсная пара трамвая
На старых типах трамваев применялись колёсные пары с жёсткими колёсами, наружными буксами и опорно-осевым подвешиванием тягового двигателя. Конструкция таких колёсных пар аналогична локомотивным, но размер их меньше. На современных трамвайных вагонах применяют колёсные пары с подрезиненными колёсами и внутренними буксами.

### Колёсная пара фуникулёра

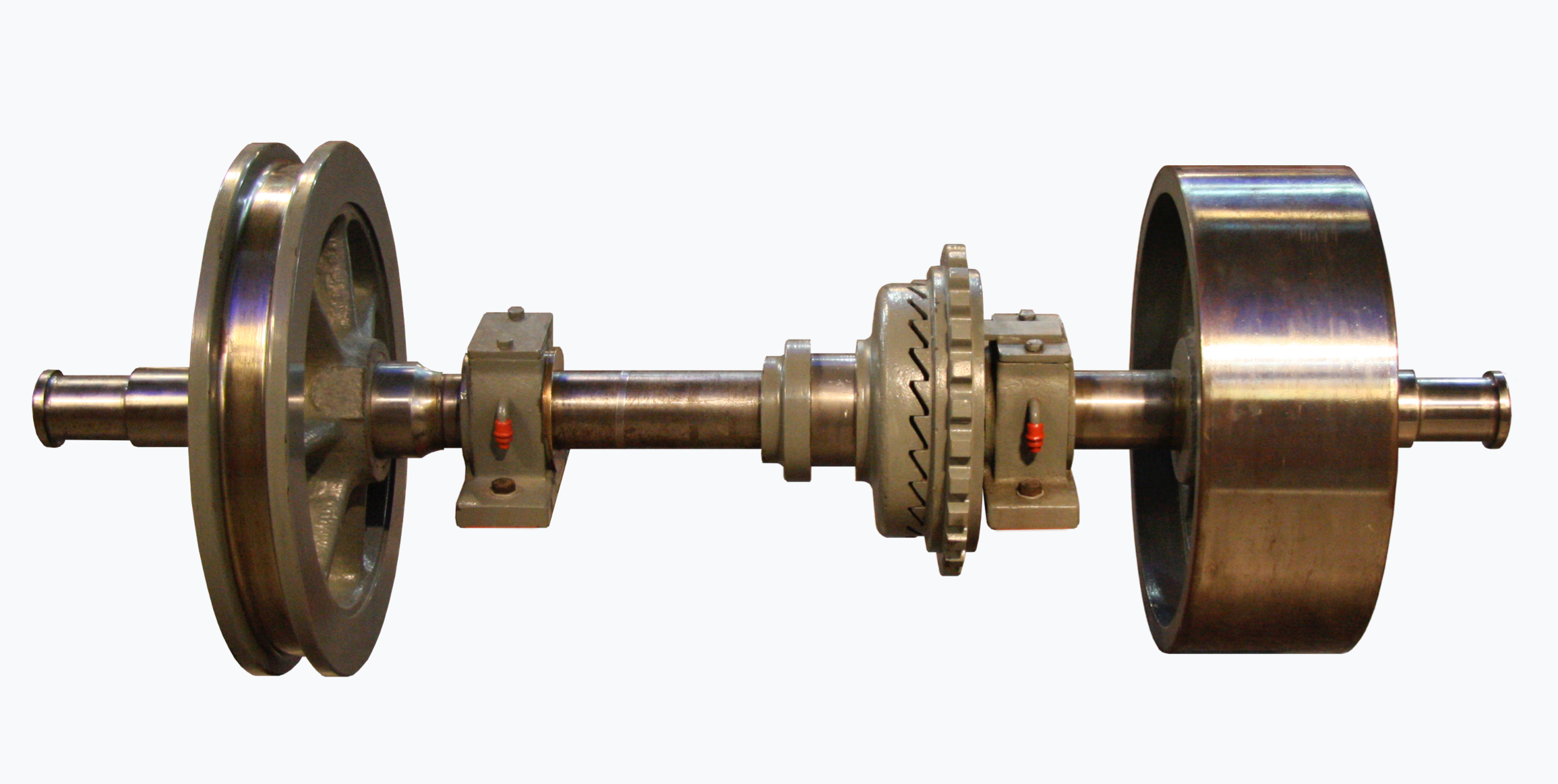
Колёсная пара двухрельсового фуникулёра

В двухрельсовой схеме организации путей фуникулёров для пропуска вагонов на разъезде применяется стрелочный перевод Абта с использованием
в вагонах колёсных пар особой конструкции, где одно из колес имеет реборды с двух сторон — внутренней и внешней, а на другом колесе реборды нет совсем, но оно имеет бо́льшую ширину для облегчения его прохождения между разрывами рельс.

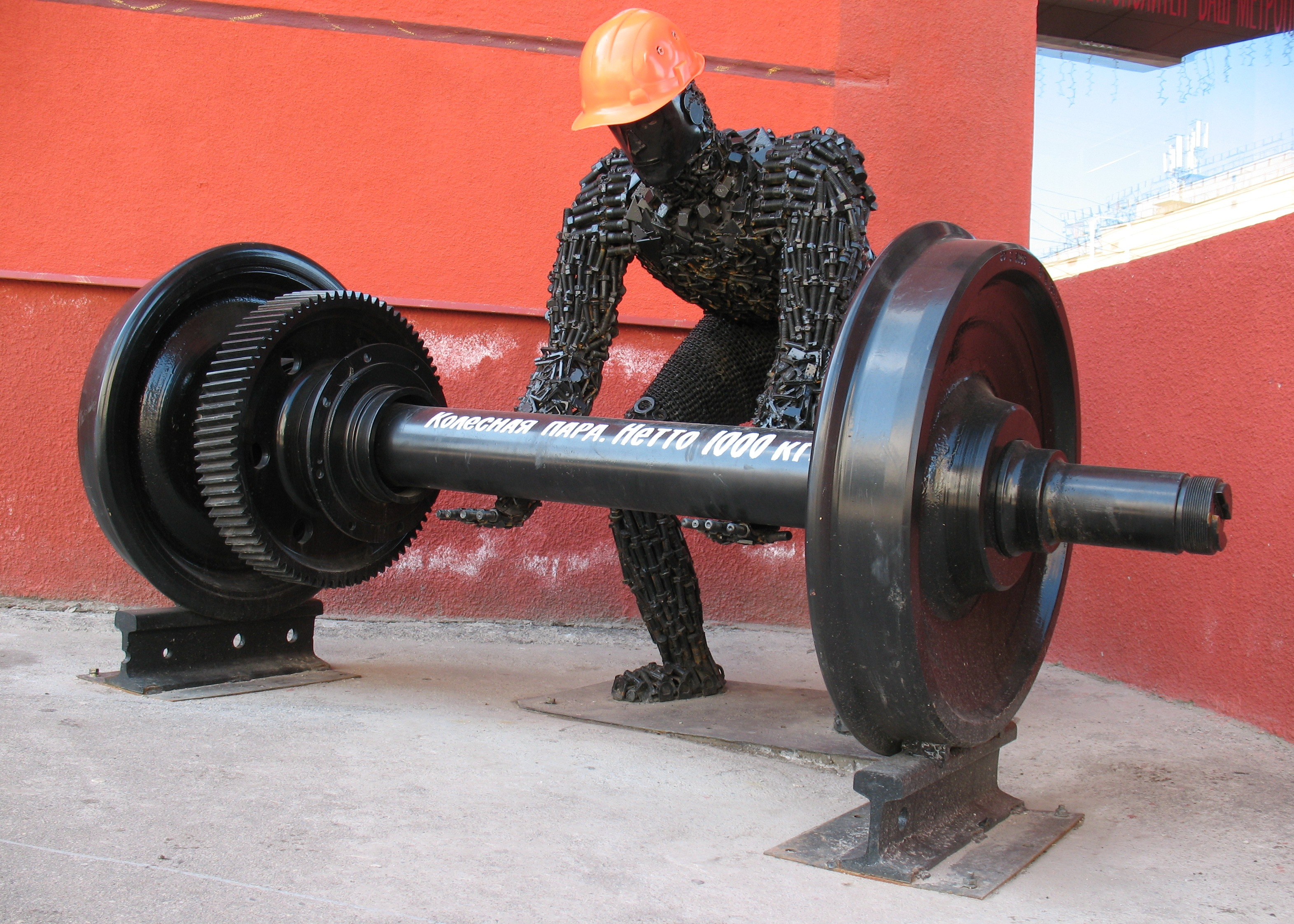
Памятник работникам метро в Харькове. На оси колёсной пары написан её вес

## Основные повреждения и износы колеса

### Вагонная колёсная пара

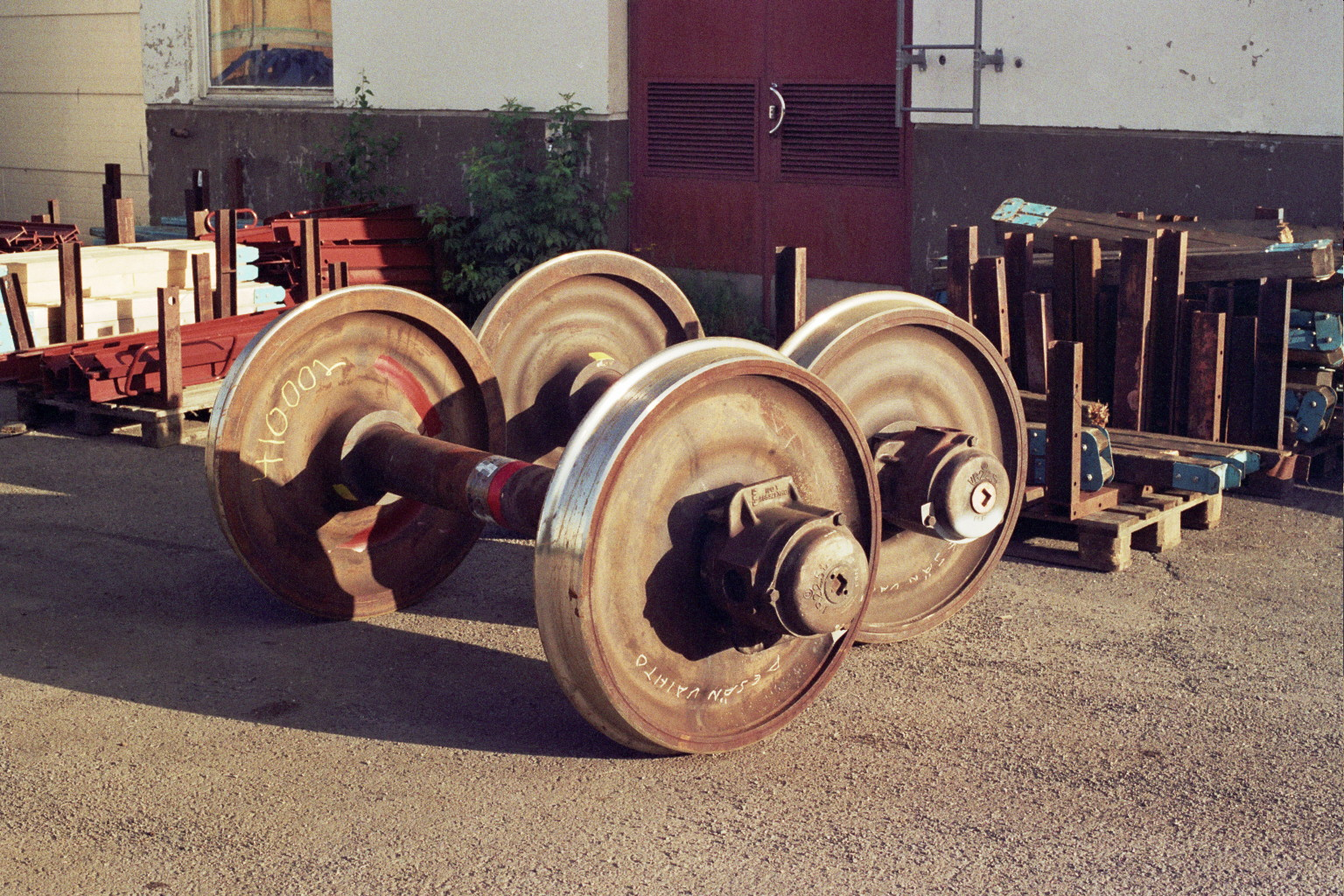
Вагонные колёсные пары

1. Трещина. Не допускается ни в какой части колёсной пары.
2. Навар — смещение металла на поверхности катания (не более 0,5 мм)
3. Ползун — площадка на поверхности катания, образовавшаяся в результате юза.
4. Прокат — контактирующая поверхность колеса по кругу катания с головкой рельса. Износ по прокату допускается:
  - в скорых поездах (свыше 120 км/ч) — до 5 мм
  - в дальних поездах (до 120 км/ч) — до 7 мм
  - в пригородных и местных — до 8 мм
  - в грузовых — до 9 мм
5. Вертикальный подрез гребня. Прогрессивно образуется в результате некачественной:
  - сборки тележки;
  - либо обточки (нарушение допустимых геометрических параметров колёсной пары);
  - либо сборки дорожной плети и укладки дорожного полотна с нарушением угловых скоростей на участках дороги, где движения поезда ограничивается (нарушается) по скорости при прохождении поезда в кривые (см. выше колёсная пара).